# Todor Semov
 (décembre 2023).
Pour les articles homonymes, voir Semov.
Todor Semov (en bulgare Тодор Семов, né le 20 janvier 1898, date de décès inconnue) est un cavalier bulgare de concours complet.

## Carrière

### Militaire
En 1919, il est diplômé de l'École militaire de Sofia. Il sert dans le troisième régiment de cavalerie à partir de 1925 et dans le troisième régiment d'infanterie à partir de 1928. Il est capitaine lors des Jeux olympiques d'été de 1928. En 1930, il est affecté au haras de Bojurishte. L'année suivante, il commande un escadron au haras. En 1932, il devient commandant d'escadron du cinquième régiment de cavalerie et, à partir de 1933, il devient commandant d'escadron du régiment de cavalerie Leibgvardei. En 1936, il est adjudant de la deuxième division rapide, chef de section dans la deuxième division rapide (1939) et adjudant de la première brigade de cavalerie (1939). Le 14 septembre 1944, par arrêté ministériel n°125, il est nommé commandant du quatrième régiment de cavalerie, faisant partie de la deuxième division de cavalerie. À partir de 1945, il dirige l'école de cavalerie. En 1947, il est commandant adjoint de la division de cavalerie. Il reçoit l'Ordre de la Bravoure.[réf. nécessaire]

### Sportive
Aux Jeux olympiques d'été de 1928 à Amsterdam, il est disqualifié dans l'épreuve individuelle et dans l'épreuve par équipes. Il est porte-drapeau de la Bulgarie lors de la cérémonie d'ouverture.
Aux Jeux olympiques d'été de 1936 à Berlin, il est 28e après l'épreuve de dressage, 22e après l'épreuve de cross et est disqualifié lors de l'épreuve de saut d'obstacles. Il est aussi disqualifié dans l'épreuve par équipes.